# マイケル・スコット (バイクジャーナリスト)
マイケル・スコット（Michael Scott）は、イギリスのバイクジャーナリストである。
南アフリカ共和国で生まれ、1976年にイギリスに移住する。
1984年からロードレース世界選手権（WGP）の取材を始め、現在に至る。モータースポーツやライダー、マシンに対する深い知識をもって取材活動を行っており、世界中のバイク雑誌に寄稿している。日本では『サイクルサウンズ』山海堂（休刊）にWGPの動向などを寄稿していた。
1999年には、WGP50周年を記念して発行された "Motocourse: 50 Years of Moto Grand Prix - The Official History of the Fim Road Racing World Championship Grand Prix" (Hazelton Publishing Ltd) の副編集を務めた。

## 主な著書
単著
- Motocourse Annual 2009-2010: The World's Leading Grand Prix and Superbike Annual. Crash New Media Ltd. (1 Dec 2009). ISBN 978-1905334537
- 60 Years of MotoGP. Carlton Books Ltd. (6 Oct 2008). ISBN 978-1847321343
- Motocourse 2008-2009: The Worlds Leading MotoGP and Superbike Annual. Crash New Media Ltd. (December 2008). ISBN 978-1905334322
- The Motorcycle World Champions: The Inside Story of History's Heroes, Officially Licensed by MotoGP. J H Haynes & Co Ltd. (20 Mar 2008). ISBN 978-1844254545
- 近藤茂寛 訳『The 500ccワールドチャンピオン 日本語版』ウィック・ビジュアル・ビューロウ、2007年12月15日 発行。ISBN 978-4900843530。- ケニー・ロバーツ「序文」
- 『バリー・シーン』枻出版社、2000年1月。ISBN 978-4870990289。
- Wayne Rainey: His Own Story. J H Haynes & Co Ltd. (18 Aug 1997). ISBN 978-1859604014

共著編
- McLaren, Peter; Scott, Michael, eds (19 Jun 2009). Valentino Rossi: Record Breaker - A Tribute to a Legend from 'Motocourse'. Crash New Media Ltd. ISBN 978-1905334513
- Noyes, Dennis; Scott, Michael, eds (October 1999). “カバー - 編者紹介”. Motocourse: 50 Years of Moto Grand Prix - The Official History of the Fim Road Racing World Championship Grand Prix. Hazelton Publishing Ltd. ISBN 978-1874557838